# Carl Estmar

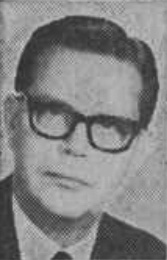
Carl Estmar

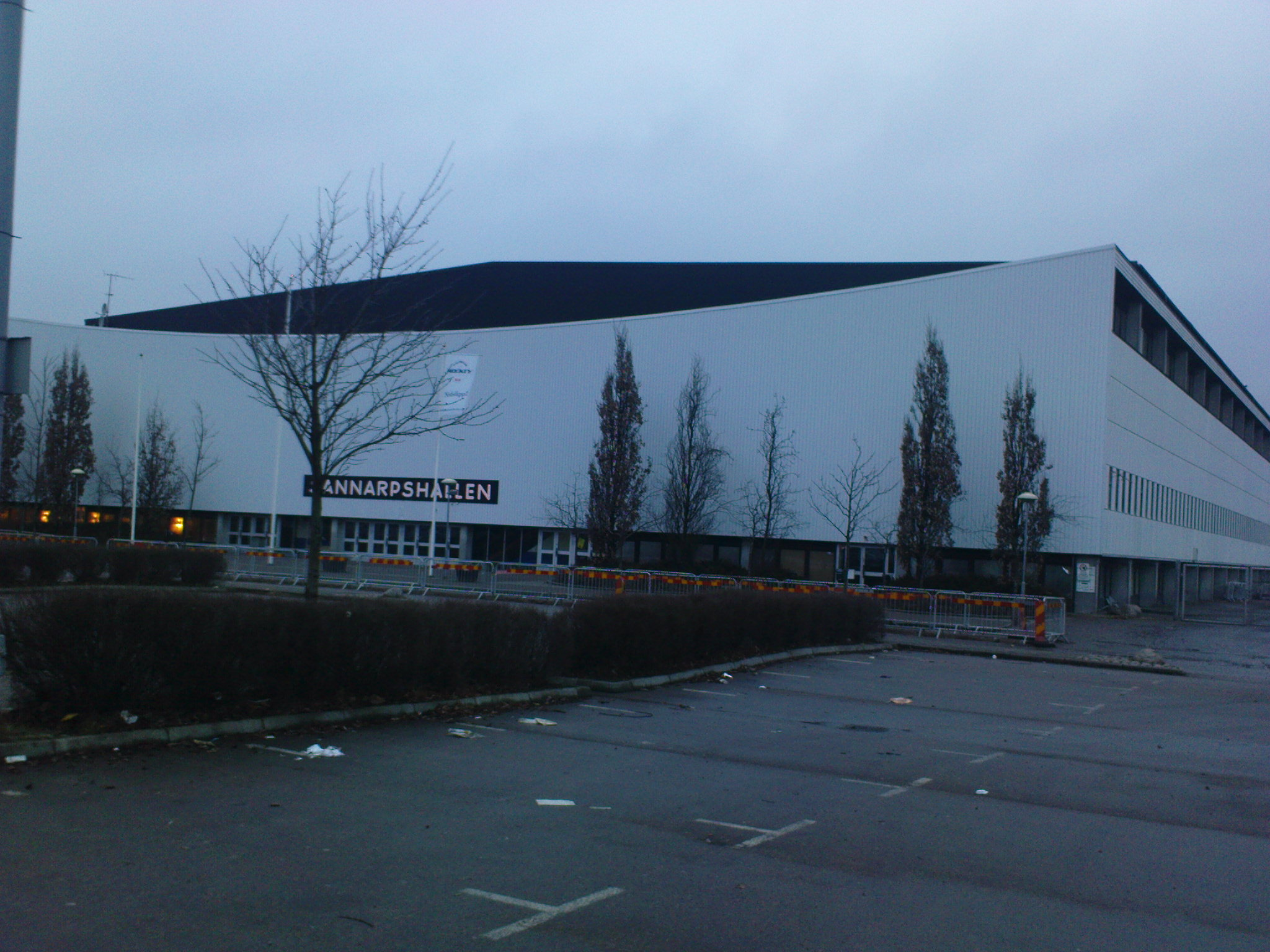
Sannarpshallen.

Carl Estmar, född 21 oktober 1915 i Hinneryds församling, Kronobergs län, död 2007, var en svensk arkitekt.
Estmar, som var son till lantbrukare Henrik Carlsson och Hilda Johansson, avlade studentexamen i Malmö 1940 och utexaminerades från Chalmers tekniska högskola 1956. Han bedrev egen arkitektverksamhet 1946–1965, var anställd på länsarkitektkontoret i Halmstad 1938–1962, timlärare på tekniska gymnasiet där 1961–1965 och stadsarkitekt i Falkenbergs stad från 1965. 
Estmar ritade ett stort antal byggnader, såväl bostäder som offentliga byggnader i Halmstad med omnejd, bland annat Sannarpshallen och bostadskomplexet i kvarteret Juristen vid Fredsgatan. Andra byggnader som kan nämnas är Patrikshills annex och Tullbrokyrkan i Falkenberg. Han var en modernistiskt inriktad arkitekt med vissa traditionella inslag. Som stadsarkitekt i Falkenbergs stad blev han alltmer inriktad på bevarandefrågor och att den gamla trähusbebyggelsen i gamla stan bevarats anses till stor del vara hans förtjänst. Han författade ett antal skrifter och artiklar om Falkenbergs historia.